# Віпсток (клин)

Схема технології вирізання вікна компоновкою з клином-відхилювачем (віпстоком)
1 — спуск і установка клина-відхилювача; 2 — вирізання вікна першим райбером; 3 — завершення робіт з вирізання вікна; 4 — буріння горизонтальної ділянки

Віпсток — з'ємний відхиляючий клин для буріння похилих свердловин. Порядок операцій при застосуванні віпстока показано на рисунку.
У більшості випадків свердловина буриться вертикально і викривляється з малим радіусом безпосередньо у покрівлі пласта або в самому пласті.
Методика полягає в установці пакера з віпстоком і відхиленням стовбура свердловини з набором зенітного кута спеціальною компоновкою для набору кута (рис. 4.9). При досягненні кута 90о, спускають спеціальну компоновку для стабілізації зенітного кута, для буріння горизонтальної ділянки. Така компоновка для стабілізації зенітного кута приводиться в дію за допомогою труб із шарнірними з'єднаннями, які дають можливість їм обертатися в обмеженому просторі викривленого з малим радіусом стовбура свердловини. Останнім часом на деяких свердловинах використовувались системи з вибійними двигуном із шарнірними з'єднаннями для профілів із малим радіусом викривлення.
Більшість свердловин, пробурених із застосуванням такої системи, мали глибину по вертикалі меншу 3 000 метрів (10 000 фут) і горизонтальні ділянки довжиною 90 – 120 м (300 – 400 фут), іноді вони досягали довжини 350 м (900 фут).